# Zamach w Dikwa
Zamach w Dikwa – atak terrorystyczny, do którego doszło 9 lutego 2016 w miejscowości Dikwa w stanie Borno w Nigerii, około 85 km od Maiduguri. W zamachu zginęło 56 osób, a ponad 78 zostało rannych.

## Zamach
Do samobójczego zamachu doszło na terenie obozu dla uchodźców w Dikwa w Nigerii, zlokalizowanego około 85 kilometrów na północny wschód od stolicy stanu Borno Maiduguri. Według nigeryjskich służb zamach miały przeprowadzić dwie kobiety, które po przedostaniu się do obozu dla uchodźców zdetonowały około 6:30 czasu miejscowego materiały wybuchowe.